# Androgen

Chemický vzorec testosteronu

Androgen je obecný termín pro jakoukoli přírodní nebo syntetickou sloučeninu, obvykle steroidní hormon, která stimuluje nebo ovládá vývoj a udržení maskulinních charakteristik obratlovců vazbou na androgenní receptory. Ty zahrnují aktivitu samčích pohlavních orgánů a vývoj druhotných pohlavních znaků. Androgeny, které byly poprvé objeveny v roce 1936, se nazývají též androgenní hormony nebo testoidy. Mezi androgeny patří také původní anabolické steroidy. Androgeny fungují i jako prekurzory pro estrogeny, samičí pohlavní hormony. Primárním a nejznámějším androgenem je testosteron.
Některé chemické látky jsou schopny funkci androgenu narušovat. Nazývají se endokrinní disruptory a patří mezi ně například známý chlorovaný pesticid - DDT. Roku 2000 byla zveřejněna studie prokazující, že rozpadový produkt DDT narušuje funkci androgenů. U laboratorních potkanů prokázala inhibici vazby hormonů na androgenní receptor. V roce 2006 přinesl Journal of Andrology studii o snížení pohyblivosti spermií a zvýšení výskytu defektních spermií u mužů v závislosti na hladině metabolitů DDT v krvi.